# جشن شمع
جشن شمع (انگلیسی: Candlemas) یا عید شمع، یک جشن مسیحی است که در دوم فوریه برگزار می‌شود و یادآور سه رویداد مهم است: معرفی عیسی مسیح به عنوان نوزاد در معبد اورشلیم، ورود او به معبد برای اولین بار و تطهیر مریم پس از زایمان (این مورد بیشتر در کلیساهای کاتولیک مطرح است).
این جشن به نام‌های دیگری نیز شناخته می‌شود. در بسیاری از کلیساهای شرقی، به عنوان «جشن معرفی مسیح در معبد» شناخته می‌شود. در کلیساهای غربی، نام‌های سنتی دیگری مانند «جشن تطهیر مریم مقدس» و «دیدار با خداوند» نیز برای آن استفاده می‌شود.
جشن شمع ریشه در سنت‌های یهودی دارد. طبق قوانین عهد عتیق، یک زن باید ۴۰ روز پس از تولد پسرش، خود را با تقدیم قربانی در معبد تطهیر می‌کرد. در این روز، مسیحیان شمع‌هایی را به کلیسا می‌برند تا توسط روحانیون متبرک شوند. این شمع‌ها نماد نور مسیح هستند که تاریکی را از بین می‌برد.
در برخی کشورها، جشن شمع با سنت‌های دیگری نیز همراه است. به عنوان مثال، در ایالات متحده و کانادا، این روز به عنوان روز گراندهاگ شناخته می‌شود که در آن مردم به دنبال بیرون آمدن موش‌خرما از خواب زمستانی هستند تا وضعیت آب و هوا را پیش‌بینی کنند.